# Władysław Tarnowski

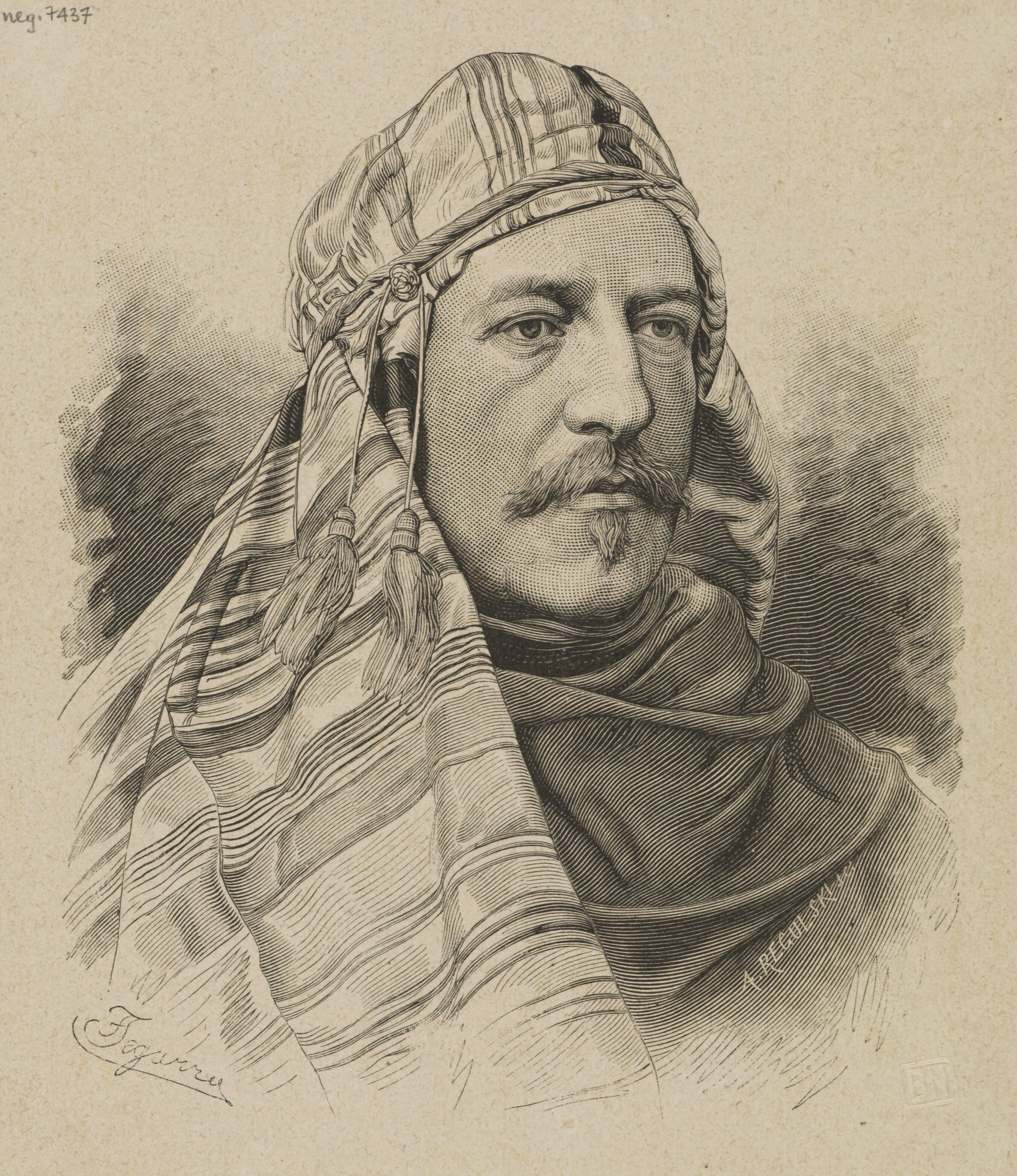
Władysław Tarnowski (Fr. Tegazzo a A. Regulski, 1878)

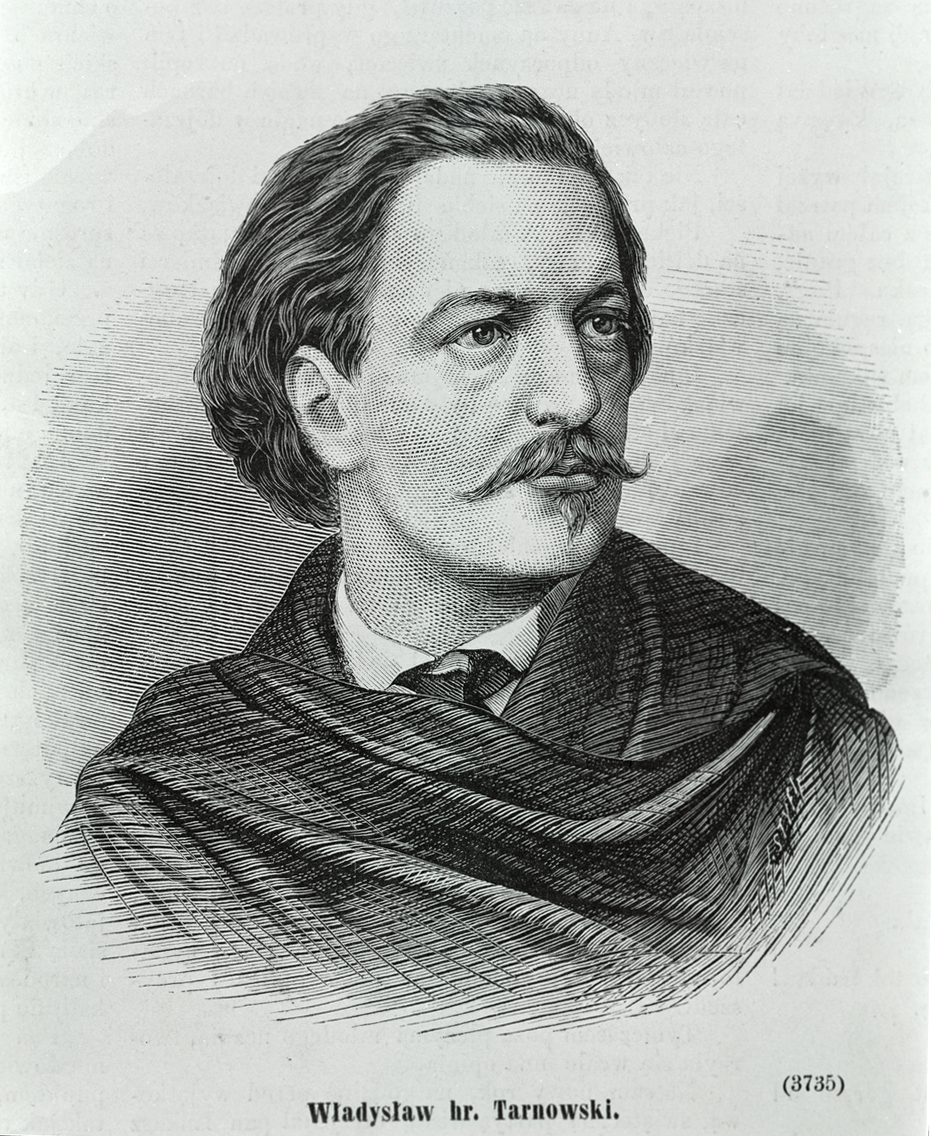
Władysław Tarnowski, (Jan Styfi, 1877)

Władysław Tarnowski (4. června 1836 Vróblewice, Halič – 19. dubna 1878 u břehů Kalifornie na zpáteční cestě kolem světa) byl hrabě, pianista a skladatel polského původu.
Byl synem Waleriana a Ernestyny, odborného vzděláni nabyl v Paříži, v Lipsku a v Římě. Byl žákem Moschelesovým a Lisztovým. Koncertował s úspěchem v Benátkách, ve Florencii, ve Vídni a v Paříži. Vydal též několik skladeb. Pod pseudonymem Ernest Buława uveřejnil Poezje studenta (1864–1865, 4 d.), Krople czary (1865), Szkice helweckie i Talia (1868), Nowe poezje (1872), Karlińscy (tragédie, 1874) aj. České překlady básní – v časopise Lumír z roku 1880 na straně 14 je „Oda – Sfinks”, František Kvapil.

## Dílo

### Významné skladby

#### Komorní hudba
- Quatour Ré-majeur pour Deur Violons, Viola et Violoncelle (Smyčcový kvartet D dur)[5]
- Fantasia quasi una sonata (pro housle a klavír) (Vídeň; V. Kratochwill)
- Souvenir d’un ange (pro housle a klavír) (1876)

#### Skladby pro klavír
- 3 Mazurkas (~1870)
- 2 pieces: Chart sans paroles et Valse-poeme (~1870)
- Impromptu „L’adieu de l’artiste” (~1870)
- Sonate à son ami Zawadzki (~1875)
- Grande polonaise quasi rapsodie symphonique (~1875)
- Extases au Bosphor, fantasie rapsodie sur les melodies orientales op. 10 (~1875)
- Polonez dla Teofila Lenartowicza (1872 r.)[6]
- Marsz żałobny z osobnej całości symfonicznej poświęcony pamięci Augusta Bielowskiego (1876)[7]
- Ave Maria (v: Album Muzeum Narodowego w Rapperswyllu, 1876, str. 577)

- Andantino pensieroso („Echo Muzyczne“, 17 XII 1878)[8]

#### Nokturna
- Nocturne dédié à sa soeur Marie[9]
- Nuit sombre[10]
- Nuit claire[10]

#### Písně
- A kto chce rozkoszy użyć anebo Jak to na wojence ładnie (1863).[11][12]
- Cypryssen 5 characterische Gesänge mimo jiné : Ich sank verweint in sanften Schlummer (1870)
- Neig, o Schöne Knospe
- Kennst du die Rosen (~1870)
- Du buch mit Siegen Siegeln a Ob du nun Ruhst (~1870)
- Still klingt das Glöcklein durch Felder (~1875)

- Zwei Gresänhe: Klänge und Schmerzen und Nächtliche Regung (~1870)
- Strofa dello Strozzi e la risposttadi Michalangelo[13]
- Mein Kahn

#### Opera a drama
- Achmed oder der Pilger der Liebe (Achmed, czyli pielgrzym miłości, partitura, ~1875)[14]
  - Karlińscy (předehra, 1874)
- Joanna Grey (předehra, 1875)

## Literární díla

### Poezie
- - Poezye studenta (1-4 díl, F. A. Brockhaus. Lipsk 1863-65):
    - Poezye Studenta – 1. díl (1863),
    - Poezye Studenta – 3. díl (1865),
    - Poezye Studenta – 4. díl (1865);

  - Krople czary (Lipsk, 1865, Paweł Rhode)][15],
  - Szkice Szkice helweckie i Talia (Lipsk, 1868, P. Rhode)
  - Piołuny (Drážďany, 1869, J. I. Kraszewski),
  - Nowe Poezye (1872, Księgarnia Seyferta i Czajkowskiego),
  - Kochankowie ojczyzny (1872)[16]
  - Praxytel i Fryne („Ruch Literacki“, 22 VII 1876, str. 53–54)
  - Pomnik Bielowskiego (1876)

### Dramata
- - Izaak (Lviv, 1871),
  - Ernesta Buławy Utwory Dramatyczne:
    - I. díl – Karlinscy (Lviv, 1874, Księgarnia Gubrynowicza i Schmidta)
    - II. díl – Joanna Grey (Lviv, 1874, Księgarnia Gubrynowicza i Schmidta)
    - III. díl – Ostatnie sądy kapturowe i Finita la comedia (Lviv, Księgarnia Gubrynowicza i Schmidta),

  - Achmed oder die Pilger der Liebe (libretto)

### Česká
- „Ottův Slovník Naučný. Illustrovaná Encyklopædie Obecných Vědomostí.”, 25 d. (T-Tzschirner.), vydatel a nakladatel J. Otto v Praze, 1906, str. 103.

### Polská
- „Encyklopedia muzyczna”, PWM, 2009.
- „Encyklopedia muzyki”, PWN, 2001.
- „Encyklopedia literatury”, PWN, 2007.
- „Wielka Encyklopedia Polski”, 2 d., Wydawnictwo Ryszard Kluszczyński, 2004.
- „Wielka Encyklopedia Powszechna”, Państwowe Wydawnictwo Naukowe, Varšava, 1968, 11 díl (Ster-Urz), str. 400.
- „Nowy Korbut”, Instytut Badań Literackich PAN, Państwowy Instytut Wydawniczy, Varšava, 1982, 16* d., str. 25–27.
- Agaton Giller „O Władysławie Tarnowskim” v: „Ruch Literacki”, 2 d., 1878.
- „Pieśni niemieckie Władysława Tarnowskiego”, M.T., Varšava-Lodž, 2017.
- „Utwory instrumentalne Władysława Tarnowskiego”, M.T., Varšava-Lodž, 2018.
- Władysław Tarnowski „Artysta i cierpienie”, 1 díl, M.T., Varšava-Lodž, 2020.

### Anglická
- Sir George Grove (red. Stanley Sadie) „The New Grove Dictionary of Music and Musicians” (a második kiadás), 25 díl (Taiwan to Twelwe Apostles), 2001, str. 103–104.
- Ewa Róża Janion „Legends of Suli in Poland: some remarks on Władysław Tarnowski”, str. 46-49 v doktorské disertaci: Ewa Róża Janion „Imaging Suli : Interactions between Philhellenic Ideas and Greek Identity Discourse”, Peter Lang GmbH, Frankfurt, 2015.